# Deborah Blando (álbum)
Deborah Blando (Ou Próprias Mentiras) é o terceiro álbum de estúdio da cantora Deborah Blando. Foi produzido por Marc Moreau, também conhecido como programador da Madonna (em trabalhos como I'm Breathless, a trilha sonora do filme Dick Tracy e Ray of Light) com quem Deborah namorou por quase cinco anos.
Mais uma vez a cantora optou por um álbum totalmente em português, reaproveitando músicas que havia composto em parceria com Patrick Leonard ("Pela Paz") e com a dupla Evan Rogers e Carl Sturken no álbum anterior (creditando as suas traduções numa parceria com Dudu Falcão). Deborah mudou o visual, aderindo a tatuagens de rena e símbolos tribais, presentes no encarte do álbum.
O primeiro single "Somente o Sol" é uma adaptação de sentido oposto da música "I'm Not In Love", composta por Eric Stewart e Graham Gouldman para o grupo britânico 10cc em 1975. Estreou como tema de abertura da novela Corpo Dourado meses antes do lançamento oficial e, apesar disso, fato que lhe possibilitou uma boa repercussão nas rádios de todo o país, não houve concessão da gravadora para um vídeo promocional que o veiculasse, para evitar infrações dos direitos autorais da versão original por 10cc.
"Próprias Mentiras", terceiro e último single do álbum, obteve o seu lançamento com quase dois anos de diferença por inclusão na trilha sonora da novela Laços de Família, em 2000, como tema da personagem interpretada por Deborah Secco na Rede Globo. A musica obteve um bom desempenho nas rádios.

## Lista de faixas
As faixas estão listadas de acordo com o acompanhante encarte do álbum "Próprias Mentiras".
| Deborah Blando - Edição brasileira |                                   |                                          |                                                    |         |  |
| N.º                                | Título                            | Compositor(es)                           | Produtor(es)                                       | Duração |  |
| 1.                                 | "Próprias Mentiras"               | Deborah Blando Marc Moreau               | Blando E. T. Thorngren Moreau                      | 4:49    |  |
| 2.                                 | "Contradições"                    | Monique Dayan Blando [A] Dudu Falcão [A] | Thorngren                                          | 4:43    |  |
| 3.                                 | "Indivisível"                     | Carl Sturken Blando Falcão Evan Rogers   | Blando Thorngren Sturken [B] Rogers [B] Moreau [B] | 5:08    |  |
| 4.                                 | "Filme De Mim"                    | Sturken Blando Falcão Rogers             | Blando Thorngren Sturken [B] Rogers [B] Moreau [B] | 4:05    |  |
| 5.                                 | "Anjo Azul"                       | Blando                                   | Blando Thorngren Moreau                            | 5:00    |  |
| 6.                                 | "Águias"                          | Blando                                   | Blando Thorngren Moreau                            | 3:44    |  |
| 7.                                 | "Fantasias"                       | Blando Falcão                            | B-Tribe [C]                                        | 4:13    |  |
| 8.                                 | "Pela Paz"                        | Blando Patrick Leonard                   | Blando Thorngren Leonard                           | 4:43    |  |
| 9.                                 | "Somente O Sol (I’m Not In Love)" | Eric Stewart Graham Gouldman Falcão [A]  | Márcio Miranda [c]                                 | 4:50    |  |
| 10.                                | "Eyes"                            | Blando                                   | Blando Thorngren Moreau                            | 4:20    |  |
| 11.                                | "Sentiment"                       | Blando                                   | Moreau                                             | 1:52    |  |
| Duração total:                     | Duração total:                    | Duração total:                           | Duração total:                                     | 47:26   |  |

| Deborah Blando - Edição europeia |              |                                                                             |                          |         |  |
| N.º                              | Título       | Compositor(es)                                                              | Produtor(es)             | Duração |  |
| 12.                              | "Unicamente" | Blando Reppolho Andres Levin Sturken Camus Celli Gordon Grody Eric Baptista | Grody Celli Levin Blando | 4:42    |  |

Notas
A  - denota compositores da versão em portugês
B  - denota produtores adicionais
C  - denota arranjo musical

## Equipe
- Deborah Blando - vocais, teclaodos, vocais de apoio;
- Andres Levin - teclados, violão, baixo, bateria;
- Camus Mare Celli - teclados, baixo, bateria;
- Repolho - percussão;
- Memê - percussão, teclados;
- Hiroshi Mizutari - baixo, teclados;
- Gordon Grody - vocais de apoio;
- Kit Hain - vocais de apoio;
- Danny Wilensky - saxofone;
- Dunga - baixo.

## Trilhas sonoras
| Ano  | Single                            | Álbum                   |
| ---- | --------------------------------- | ----------------------- |
| 1998 | "Somente o Sol (I'm Not In Love)" | Corpo Dourado Nacional  |
| 2000 | "Próprias Mentiras"               | Laços de Família Vol. 1 |

## Desempenho nas tabelas musicais
| Chart (1998)   | Maior posição |
| -------------- | ------------- |
| Portugal (AFP) | 6             |

## Vendas e certificações
| Região                                                                                             | Certificação | Vendas  |
| -------------------------------------------------------------------------------------------------- | ------------ | ------- |
| Portugal (AFP)                                                                                     | Ouro         | 20,000^ |
| *números de vendas baseados somente na certificação ^distribuições baseadas apenas na certificação |              |         |